# Kreispolizeibehörde
Kreispolizeibehörde (KPB) ist eine Dienststelle einiger Polizeien in Nordrhein-Westfalen und in Baden-Württemberg, die für einen Kreis zuständig ist.

## Baden-Württemberg
In Baden-Württemberg, wo im Unterschied zu den meisten anderen Bundesländern alle Behörden, die im Bereich der Gefahrenabwehr tätig sind, als Polizei bezeichnet werden, gelten die unteren Verwaltungsbehörden (Landratsämter, Stadtverwaltungen in Stadtkreisen und Großen Kreisstädten) als Kreispolizeibehörde für ihr Dienstgebiet. Ihre Aufgabe ist die Abwehr von Gefahren für die öffentliche Sicherheit oder Ordnung (Gefahrenabwehr), soweit nicht die Zuständigkeit einer besonderen Polizeibehörde (z. B. der Baubehörde als Baupolizei, der Wasserbehörde als Wasserpolizei, der Gewerbeaufsicht als Gewerbepolizei usw.) und soweit nicht die Zuständigkeit einer höheren oder niedereren Polizeibehörde (z. B. die Stadtverwaltungen der kreisangehörigen Gemeinden als Ortspolizeibehörde oder der Regierungspräsidien als Landespolizeibehörde) gegeben ist. In den Bereichen, in denen an sich eine besondere Polizeibehörde zuständig ist, können die Kreispolizeibehörden als allgemeine Polizeibehörden in Eilfällen Maßnahmen zur Gefahrenabwehr treffen. Die Kreispolizeibehörden haben auf Kreisebene die Stellung, die in anderen Ländern die Landräte beziehungsweise Landratsämter und die Oberbürgermeister der kreisfreien Städte als allgemeine Ordnungsbehörden haben.
Als Rechtsgrundlagen gelten das Polizeigesetz für Baden-Württemberg sowie § 13 Abs. 1 Nr. 1 des Landesverwaltungsgesetzes für Baden-Württemberg.
Weiterhin üben die Kreispolizeibehörden die Dienst- und Fachaufsicht über die Ortspolizeibehörden im Kreisgebiet (ausgenommen die der Großen Kreisstädte) aus.

## Nordrhein-Westfalen
Eine Kreispolizeibehörde in Nordrhein-Westfalen ist eine Organisationseinheit der Vollzugspolizei für das Gebiet eines Kreises oder einer kreisfreien Stadt. Andere Gebietszuschnitte gelten für Bochum/Herne/Ennepe-Ruhr-Kreis, Bonn/Rhein-Sieg-Kreis, Dortmund/Kreis Unna, Essen/Mülheim an der Ruhr, Köln/Leverkusen, Kreis Recklinghausen/Bottrop und Wuppertal/Remscheid/Solingen.
Die Kreispolizeibehörde wird in den Kreisen vom Landrat, bei Zugehörigkeit einer kreisfreien Stadt von einem Polizeipräsidenten geführt. Diese Behörden tragen dann dementsprechend die Bezeichnung Polizeipräsidium. Dasselbe gilt für die Polizeibehörde in der Städteregion Aachen. Die Arbeit der Kreispolizeibehörden wird von einem Polizeibeirat begleitet. Daneben bestehen noch der Personalrat, ein Datenschutzbeauftragter und eine Gleichstellungsbeauftragte, die die entsprechende Rechte wahren.
Die Kreispolizeibehörde ist Teil der Landespolizei und nicht der Selbstverwaltung des Kreises. Sie ist organisatorisch von den örtlichen Ordnungsbehörden, die im Gegensatz zur Kreispolizeibehörde Teil der Stadt- oder Gemeindeverwaltung sind, getrennt. Ebenso wie die örtlichen Ordnungsbehörden hat die Polizei Gefahren für die Öffentliche Sicherheit und Ordnung abzuwehren.
Zurzeit bestehen 47 Kreispolizeibehörden (davon 18 Polizeipräsidien). Seit mehreren Jahren gibt es Überlegungen, die Zahl der Polizeibehörden zu verringern. Es sollten etwa 16 Großbehörden entstehen. Dies wurde damit begründet, dass durch die neuen Telekommunikationsmittel und die Datenvernetzung eine solche Umstrukturierung möglich und Personal eingespart werden kann. Nach dem Regierungswechsel 2005 wurden diese Reformpläne allerdings reduziert, lediglich die Kreispolizeibehörden Leverkusen (zu Köln) und Mülheim an der Ruhr (zu Essen) wurden 2007 aufgelöst.
Außerdem wurde die ehemals selbständige Behörde der Wasserschutzpolizei aufgelöst und dem Polizeipräsidium Duisburg unterstellt.
Die für die Autobahnen in Nordrhein-Westfalen zuständigen Polizeibehörden wurden den Polizeipräsidenten in Bielefeld (für den Regierungsbezirk Detmold), Dortmund (für den Regierungsbezirk Arnsberg), Düsseldorf (für den gleichnamigen Regierungsbezirk), Köln (für den gleichnamigen Regierungsbezirk) und Münster (für den gleichnamigen Regierungsbezirk) unterstellt (siehe Liste der Kreispolizeibehörden und Polizeipräsidien in Nordrhein-Westfalen).

### Neuorganisation im „Direktionsmodell“
Mit dem Organisationserlass vom 21. Dezember 2010 wollte das Ministerium für Inneres und Kommunales in Nordrhein-Westfalen den tatsächlich vorhandenen organisatorischen Wildwuchs innerhalb der Kreispolizeibehörden beseitigen.
Alle Kreispolizeibehörden müssen sich spätestens ab dem 1. Januar 2012 eine weitgehend einheitliche Organisationsstruktur geben, wobei gewisse Unterschiede zwischen Polizeipräsidien und Behörden, die einem Landrat unterstellt sind, zwangsläufig bleiben.
Dem Polizeipräsidenten (PP) unterstehen die Direktionen Gefahrenabwehr/Einsatz (GE), Kriminalität (K), Verkehr (V) und Zentrale Aufgaben (ZA) unmittelbar, während in Landratsbehörden ein Abteilungsleiter Polizei (ALPol) zwischengeschaltet ist. PP und ALPol bedienen sich eines Leitungsstabes, der hauptsächlich für die Bereiche Strategie und Öffentlichkeitsarbeit Verantwortung trägt.
Das polizeiliche Alltagsgeschäft obliegt den Direktionen. Die Direktionsleiter werden durch Führungsstellen, im Bereich ZA (Verwaltung) bei Bedarf von einem Direktionsbüro unterstützt. In der Direktion GE gibt es mit dem Führungs- und Lagedienst/Leitstelle neben der Führungsstelle eine zweite Stabsdienststelle.
Dieser so genannte „kernaufgabenorientierte“ Organisationsaufbau soll eine Stärkung der Verantwortung der jeweiligen Fachstrategie bewirken. Nachteilig könnten sich jedoch neue Schnittstellenprobleme bei der Zusammenarbeit der Direktionen auswirken.
Die Polizeipräsidien, die für die Autobahnpolizei zuständig sind, gliederten diese als Verkehrsinspektion 3 an die Direktion V an.

### Altorganisation (2-Abteilungs-Modell)
Teilweise waren die Kreispolizeibehörden in die Abteilungen Gefahrenabwehr/Strafverfolgung (GS) und Verwaltung/Logistik (VL) gegliedert, oft waren letztere aber als Organisation Zentrale Aufgaben (ZA) integriert. VL bzw. ZA unterstanden neben dem Verwaltungsapparat (Personalwesen, Haushalt, Beschaffung, Fortbildung, IuK-Technik) auch die Aufgaben Öffentlichkeitsarbeit und Pressesprecher sowie die Sachgebiete Versammlung und Waffenrecht.
Abteilung Gefahrenabwehr/Strafverfolgung: Die Abteilung GS gliederte sich in den Abteilungsstab und Unterabteilungen. Zum Abteilungsstab gehörten der Führungs- und Lagedienst (oft mit der Leitstelle) und Fachbeamte für die Bereiche Einsatz, Kriminalitätsbekämpfung und Verkehr (oft als Dezernate).
Die Unterabteilungen bestanden aus der Zentralen Kriminalitätsbekämpfung (spezialisierte Sachbearbeiter) und lokalen Polizeiinspektionen oder aus den Direktionen Kriminalität, Verkehr und Einsatz.
Die Unterabteilungen waren wiederum in die Führungsstelle, Ermittlungskommissariate (Kriminalität oder Verkehr) und das Kommissariat Vorbeugung, Verkehrsdienst, Kradgruppen und Polizei(haupt)wachen gegliedert. Letztere bestanden aus dem Wachdienst, dem Bezirksdienst, den Einsatztrupps und den Hundeführern.
Die frühere Bezeichnung Polizeiposten für den Bezirksdienst wurde mit der Zentralisierung der Kriminalitätsbekämpfung geändert. Die Polizeistationen wurden in Polizei(haupt)wachen umgewandelt.